# Janina Konarska

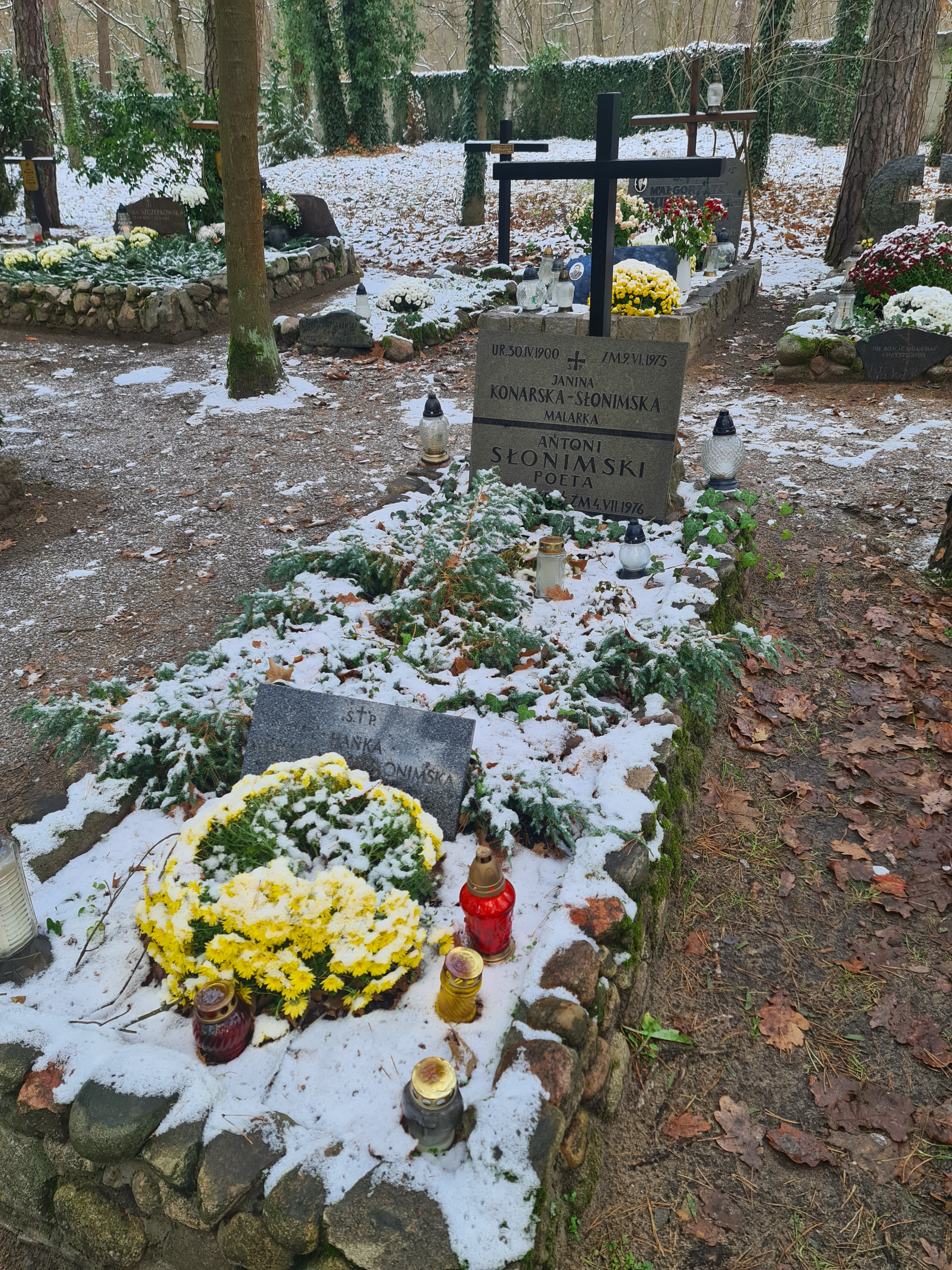
Grób Antoniego Słonimskiego jego żony Janiny Konarskiej na cmentarzu leśnym w Laskach

Janina Konarska-Słonimska z domu Seideman (ur. 30 kwietnia 1900 w Łodzi, zm. 9 czerwca 1975 w Warszawie) – polska malarka, graficzka, ilustratorka, członkini Stowarzyszenia Polskich Artystów Grafików „Ryt”.

## Pochodzenie i edukacja
Pochodziła z rodziny łódzkich fabrykantów Seidemanów. Otrzymała dobre i staranne wykształcenie. Początkowo uczyła się w szkole żeńskiej Kazimiery Kochanowskiej w Warszawie. Następnie kontynuowała naukę na Państwowych Kursach Pedagogicznych dla Nauczycieli Rysunku. Potem studiowała malarstwo, grafikę i rzeźbę w Szkole Sztuk Pięknych. Była ulubioną uczennicą Władysława Skoczylasa w klasie grafiki. W 1918 przyjęła pseudonim artystyczny Konarska, który oficjalnie przyjęła jako własne nazwisko w 1924. W tym samym czasie rodzina Seidemanów przeszła na katolicyzm, adaptując nazwisko córki w formie lekko zmienionej Konerscy. W roku 1920 podczas wojny polsko-sowieckiej pracowała w szpitalu Ligi Akademickiej i opiekowała się rannymi żołnierzami. 
W 1925 roku wraz z innymi studentami (m.in. Tadeuszem Cieślewskim, Bogną Krasnodębską-Gardowską, Wiktorem Podoskim) założyła Stowarzyszenie Polskich Artystów Grafików „Ryt”. 

## Sukcesy na niwie artystycznej
Janina Konarska dużo wystawiała i odnosiła liczne sukcesy. Była laureatką na Międzynarodowej Wystawie Sztuki i na międzynarodowych konkursach grafiki. Jej drzeworyty były rozchwytywane, przede wszystkim wizerunki świętych i prace o tematyce zwierzęcej. 
Została nagrodzona srebrnym medalem w olimpijskim konkursie sztuki i literatury w Los Angeles w 1932 roku za drzeworyt za drzeworyt Stadion.
W 1937 otrzymała Grand Prix na międzynarodowej wystawie w Paryżu.

## Kontakty towarzyskie i związek małżeński
W latach dwudziestych XX wieku Janina Konarska obracała się w środowisku artystów i literatów. Była związana z grupą Skamandrytów. Uchodziła za urodziwą i wykształconą dziewczynę; miała licznych adoratorów, zachwyconych jej urodą. Jasna blondyna z dużą głową, z pięknymi jasnymi oczami i piękną cerą – jak ją charakteryzował Jarosław Iwaszkiewicz. Jej adorator Wacław Zbyszewski tak o niej pisał: Była to wówczas młoda panna, bardzo przystojna, szałowa blondynka, naturalna, nie farbowana, o modrych, błękitnych oczach, istna Zosia z Soplicowa. Poza urodą, wielką inteligencją, zamiłowaniem do poetów i pisarzy, odznaczała się też tym, że była jedyną siostrzenicą i spadkobierczynią wielkiego przemysłowca tekstylnego z Łodzi, później senatora, Heimana-Jareckiego. W kuluarach mówiło się o jej burzliwych romansach, m.in. z poetą Kazimierzem Wierzyńskim. 
12 marca 1934 roku w kościele pod wezwaniem Świętego Krzyża w Warszawie wyszła za mąż za Antoniego Słonimskiego, poetę i pisarza z grupy Skamandrytów. Małżeństwo to było wielkim zaskoczeniem dla całego środowiska, ale związek okazał się szczęśliwy i trwały. Po zawarciu ślubu Janina Konarska-Słonimska stopniowo wycofała się z życia artystycznego, poświęcając cały czas mężowi. Małżeństwo Słonimskich nie doczekało się potomstwa.

## Ordery i odznaczenia
- Srebrny Krzyż Zasługi (9 listopada 1932)[5]